# Радка Денемаркова
Радка Денемаркова (на чешки: Radka Denemarková) е чешка сценаристка, драматург, литературна историчка, публицистка, преводачка и писателка на произведения в жанра драма, биография и документалистика.
Тя е единствената чешка писателка, която е получавала награда „Магнезия Литера“ 4 пъти (в различни категории – за проза, нехудожествена литература, превод и книга на годината).

## Биография и творчество
Иметому е родена на 14 март 1968 г. в Кутна Хора, Чехословакия. Следва германистика и бохемистика във Факултета по изкуства на Карловия университет. Получава докторска степен през 1997 г. с дисертация на тема „Семиотични проблеми на драматизацията. Интерсемиотичен превод на примери за чешки драматизации от 20-и век. Проблемът за интертекстуалността“. След дипломирането си работи като литературен историк и научен сътрудник в Института за чешка литература на Академията на науките на Чешката република. После работи като сценарист и драматург в театър „Na zabradli“ (На балюстрадата).
Първата ѝ книга „Sám sobě nepřítelem“ (Враг на себе си) е издадена през 1998 г. и е за чешкия театрален и филмов режисьор Евалд Шорм. През 2004 г. се посвещава на писателската си кариера.
През 2006 г. е издаден романа ѝ „Пари от Хитлер : лятна мозайка“. Сюжетът третира историческите събития свързани със съдбата на „судетските немци“, два милиона и половина жители на Чехословакия, които са репресирани и насилствено изселени в Германия в първите месеци след Втората световна война заради сътрудничество с нацистите през войната. Те са лишени от имоти, напускат Чехословакия за 48 часа, като вместо с жълти еврейски звезди, са белязани с пречупени кръстове, а патриотизмът е обявен като основен мотив на тази кампания. Романът получава най-важната награда на чешката литературна сцена – „Магнезия Литера“ в категорията най-добра проза на 2007 г.
През 2008 г. е публикувана монографията ѝ за видния чешки театрален режисьор Петр Лебъл, с когото е работила в Театъра на балюстрадата и който извършва самоубийство през 1999 г. Книгата получава наградата „Магнезия Литера“ в категорията публицистика за 2009 г.
В периода 2009 – 2014 г. преподава творческо писане в Литературната академия „Йозеф Шкворецки“.
Радка Денемаркова е сценарист на няколко документални филма, представени от чешката телевизия. Освен това превежда произведения на творци като Бертолт Брехт, Елизабет Хауптман, Томас Бернхард и Франц Ксавер Крьоц.
В началото на 2011 г. отново получава наградата „Магнезия Литера“, но в категорията публицистика за превод на романа „Разлюлян дъх“ (Atemschaukel) на писателката Херта Мюлер – носителка на Нобелова награда за литература за 2009 година.
През 2014 г. е издаден романът ѝ „Принос към историята на радостта“, който представя живота на три жени. Сюжетът е смесица от детективска история за изнасилване, есе и подигравателно комично обвинение към мъжката мания за женското тяло.
През 2018 г. е издаден романът ѝ „Hodiny z olova“ (Часовник от олово). Обширният ѝ роман е вдъхновен от престоя на авторката в Китай. Той представя съдбата на няколко семейства от различни поколения от европейските страни и социални класи – чешки бизнесмен, съпруга и дъщеря му, руски дипломат, френски писател, студент по калиграфия, готвач и други. Те са отишли в Китай, за да изчистят живота си, но техният свят продължава да се разпада и те търсят своето бъдеще. Книгата получава престижната награда „Магнезия Литера“ за „книга на годината 2019“.
Творческият ѝ мироглед е тясно съчетание от литературната и театралната област. Та се интересува от интересни конкретни човешки съдби, обвързани с исторически фон и политически обстоятелства. Историите ѝ са груби, засягащи незаздравели рани, незабравени жестокости и неотмъстени неправди. Творбите ѝ са преведени на повече от 20 езика по света.
Тя публикува статии за чешки и германски медии, включително за „Souvislosti“, „Tvar“, „Česká literatura“, „Respekt“ и „Die Welt“. Участва многократно в чуждестранни литературни фестивали и панаири на книги в Германия, САЩ, Испания, Мексико, Швейцария, Австрия, Франция, Колумбия и много други страни.
Участва в много писателски резиденции през 2007 г. е стипендиантка във Висбаден, през 2008 г. в Берлин, през 2010 г. в Грац, през 2011 г. на остров Узедом (награда на германските литературни критици), през 2014 г. в Шкоцян, Словения, и през 2015 г. в Кремс.
През 2017 г. е удостоена със званието „почетен писател“ на град Грац, Австрия.
Радка Денемаркова живее със семейството си в Прага.

## Произведения
- Evald Schorm – Sám sobě nepřítelem (1998)
- A já pořád kdo to tluče (2005)
- Peníze od Hitlera (2006)
Пари от Хитлер : лятна мозайка, изд. МД „Елиас Канети“ Русе (2013), прев. Йорданка Трифонова
- Smrt nebudeš se báti aneb příběh Petra Lébla (2008) – документален роман
- Kobold. Přebytky něhy & přebytky lidí (2011)
- Spací vady (2012) – театрална пиеса
- Příspěvek k dějinám radosti (2014)
Принос към историята на радостта, изд.: „Наука и изкуство“, София (2019), прев. Йорданка Трифонова
- MY 2 / 2 Of us (2014) – романизация на филма
- Hodiny z olova (2018)

### Екранизации
- 2005 Tri strázníci – документален тв филм, сценарий
- 2014 My 2